# Solonîțea, Lubnî
Solonîțea (în ucraineană Солониця) este un sat în comuna Zasullea din raionul Lubnî, regiunea Poltava, Ucraina.

## Demografie
Componența lingvistică a localității Solonîțea
     Ucraineană (97,6%)
     Rusă (2,3%)
Conform recensământului din 2001, majoritatea populației localității Solonîțea era vorbitoare de ucraineană (97,6%), existând în minoritate și vorbitori de rusă (2,3%).